# 부여 무량사 미륵불괘불탱
부여 무량사 미륵불괘불탱(扶餘 無量寺 彌勒佛掛佛幀)은 충청남도 부여군 외산면 무량사에 있는 조선시대의 탱화이다. 1997년 8월 8일 대한민국의 보물 제1265호로 지정되었다.

## 개요
미래불인 미륵불을 중심으로 좌우에 각 여덟구씩의 화불을 그린 괘불인데, 괘불이란 야외에서 큰 법회나 의식을 진행할 때 예배를 드리는 대상으로 법당 앞 뜰에 걸어놓았던 대형 불교그림을 말한다.
미륵불은 두 손으로 용화수 나뭇가지를 받쳐들고 머리에는 화려한 보관을 쓰고 서 있다. 보관의 끝에는 6구의 불상이 있고 그 사이로는 동자(童子)와 동녀(童女) 등 59구의 얼굴이 빽빽하게 배치되어 있다. 네모난 얼굴에는 눈과 속눈썹, 도톰한 입술, 콧수염까지 세밀하게 묘사되어 있고 옷에는 화려한 장식들이 달려있다. 머리광배와 몸광배가 그려져 있고 몸광배에는 연꽃과 모란 등의 무늬가 있다. 머리광배와 몸광배 밖으로는 오색의 구름과 함께 배치된 작은 불상들이 마치 미륵불을 수호하고 있는 듯하다. 녹색과 붉은색을 주로 사용하여 화려하게 채색되었으나 전체적으로 형식화된 모습이다.
조선 인조 5년(1627)에 그려진 이 불화는 5단의 화면을 이어 한 화면을 만든 특이한 구성을 하고 있으며 17세기 전반의 특징을 살필 수 있는 근엄하고 당당한 모습과 중후한 형태미 등이 잘 나타나 있다.

## 같이 보기
- 무량사

## 참고 자료
- 부여 무량사 미륵불괘불탱 - 국가유산청 국가유산포털